# Guillaume Philibert Duhesme
Guillaume Philibert Duhesme (n. 7 iulie 1766 la Mercurey, Bourgogne – d. 20 iunie 1815 la Genappe, ca urmare a unei răni suferite în bătălia de la Waterloo) a fost un general francez al perioadei războaielor napoleoniene.
1. ↑  Guillaume Philibert Duhesme, GeneaStar
2. ↑  Guillaume Philibert Duhesme, Baza de date Léonore, accesat în 9 octombrie 2017
3. 1 2 3  Autoritatea BnF, accesat în 10 octombrie 2015